# Флаг Новосильского сельского поселения (Воронежская область)

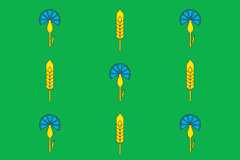
Флаг городского поселения Новосиль, положенный в основу флага Новосильского сельского поселения

Флаг муниципального образования Новосильское сельское поселение Семилукского муниципального района Воронежской области Российской Федерации — опознавательно-правовой знак, служащий официальным символом муниципального образования.
Флаг утверждён 30 мая 2012 года решением Совета народных депутатов Новосильского сельского поселения № 103 и 2 июля 2012 года внесён в Государственный геральдический регистр Российской Федерации с присвоением регистрационного номера 7777.

## Описание
Описание флага, утверждённое 30 мая 2012 года решением Совета народных депутатов Новосильского сельского поселения № 103, гласит:
«Прямоугольное двухстороннее полотнище зелёного цвета с отношением ширины к длине 2:3, разделённое по горизонтали белой волнистой полосой шириной 1/5 ширины полотнища. На верхней и нижней зелёных частях полотнища воспроизведены по два голубых василька на жёлтом стебле, между которыми вверху — жёлтый трилистный крест, а внизу — жёлтый колос».
Союз геральдистов России (разработчики флага) приводит несколько другое описание флага, утверждённое вышеуказанным решением и внесённое в Государственный геральдический регистр Российской Федерации:
«Прямоугольное двухстороннее полотнище зелёного цвета с отношением ширины к длине 2:3, разделённого по горизонтали белой волнистой полосой шириной 1/5 ширины полотнища. На верхней и нижней зелёных частях полотнища воспроизведены по два голубых василька на жёлтом стебле, между которыми вверху — жёлтая византийская звезда, а внизу — жёлтый колос».

## Обоснование символики
Флаг Новосильского сельского поселения отражает исторические, культурные, социально-экономические, национальные и иные местные традиции.
История населённых пунктов Новосильского сельского поселения, таких как административный центр, село Новосильское, связана с заселение этих мест в 60-е годы XVII века поселенцами из-под Новосиля Орловского края. Мотивы герба уездного города Новосиль (в 1778 году входил в состав Тульского наместничества) зелёное поле, васильки, колос нашли отражение во флаге Новосильского сельского поселения. В 2010 году в состав Новосильского сельского поселения вошли земли и населённые пункты ещё двух сельских поселений: Голосновского и Троицкого. Помимо мотива флага города Новосиль, на флаге поселения аллегорически отражены и вновь вошедшие поселения: Голосновское — через белую волнистую полосу (аллегорический символ реки Голая Снова) и Троицкое — через образ византийской звезды (впервые христианство стало государственной религией в Византии).
Символика фигур флага поселения многозначна:
— зелёное поле и колоски — символизируют зерновое направление предприятий сельского хозяйства Новосильского поселения;
— луговые васильки — символ прекрасной природы здешних мест. Василёк — символ доверия;
— византийская звезда — символ духовности жителей поселения, на территории которых находится две церкви: в селе Берёзовка, входившей ранее в состав Троицкого сельского поселения (церковь Казанской иконы Божьей Матери), и в селе Голосновка (церковь Покрова Пресвятой Богородицы);
Зелёный цвет символизирует весну, здоровье, природу, молодость и надежду.
Белый цвет (серебро) — символ чистоты, открытости, божественной мудрости, примирения.
Жёлтый цвет (золото) — символ высшей ценности, величия, богатства, урожая.
Голубой цвет (лазурь) — символ возвышенных устремлений, искренности, преданности, возрождения.